# كونسيرفيانو
كونسيرفيانو هي بلدية تقع في مقاطعة رييتي في منطقة لاتيوم الإيطالية وتقع على بعد حوالي 60 كيلومتر (37 ميل) شمال شرق روما وحوالي 13 كيلومتر (8 ميل) جنوب شرق رييتي .
يعد فندق frazione Pratoianni موقعًا للدير الإقليمي البينديكتيني لسان سالفاتور ماجوري .